# Абордажная атака на «Баррозу» и «Риу-Гранди»
Абордажная атака на броненосец «Баррозу» и монитор «Риу-Гранди» 9 июля 1868 года, также известная как атака на броненосцы у Тайи, — военная операция, проведенная армией Парагвая во время Парагвайской войны.

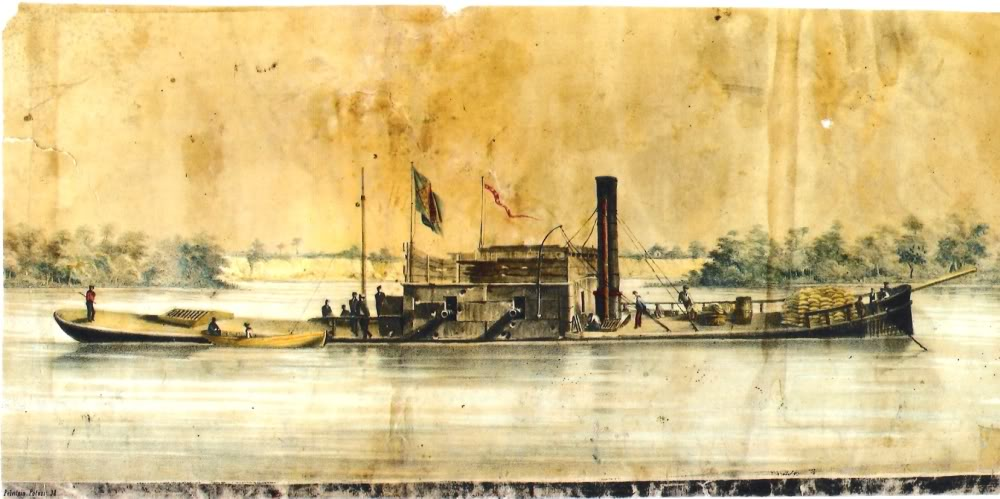
Броненосец «Баррозу»

Постоянные бомбардировки бразильскими броненосцами осажденной Умайты побудили парагвайцев разработать план нападения на корабли, стоявшие на якоре у Тайи. Неудачные абордажные атаки 19 февраля и 2 марта заставили бразильское военно-морское командование заподозрить, что может произойти новая попытка абордажа на корабли. Несколько парагвайских пленных, в том числе офицеры, сообщили, что Солано Лопес обучал солдат из различных подразделений армии и флота, известных как «богавантес», абордажу и захвату имперских броненосцев. Союзники знали, что ожидается нападение на Тайи, но не знали, когда это произойдет.
5 июля на совещании между Солано Лопесом, Бернардино Кабальеро и комендантом форта Тимбо было принято решение об атаке на бразильские броненосцы, стоящие у Тайи. Это была третья абордажная попытка, предпринятой парагвайцами до этого момента.
«Богавантес» под командованием майора Франсиско Лино Кабриса насчитывали 270 человек, разделенных на две группы по 20 каноэ. Парагвайцы замаскировали каноэ ветками и другой растительностью, чтобы скрыть свое приближение.
В 23:50 первые парагвайские каноэ были обнаружены командой «Баррозу», которая насчитывала 149 матросов и офицеров. У бразильских судов была уязвимость, облегчавшая штурм: низкий надводный борт. Нападавшие, вооруженные ручными гранатами, копьями, пиками, топорами и трубами, начиненными удушающими средствами, запрыгнули на палубу броненосца и не позволили поднять якорь.
Вся команда «Баррозу» стала сражаться с нападавшими, опираясь на так называемый бастион, надстройку над казематом, с постоянным гарнизоном из семи человек. Небольшая группа вела огонь с возвышающегося бастиона, остальные — через амбразуры каземата. Им удалось нанести урон противнику. Командир «Баррозу» Артур Сильвейра ди Мотта, воспользовался тем, что «богавантес» столпились на носу корабля, и приказал открыть огонь вдоль палубы из орудия каземата. Одного выстрела из 120-фунтовой пушки «было достаточно, чтобы очистить палубу, где остались только мертвые тела или тяжело раненые». Ситуация повторилась на корме, куда были направлены две пушки, из которых открыли огонь по выжившим и поднимавшимся из каноэ на палубу.
Несмотря на усилия «богавантес», «Баррозу» удалось продвинуться под прикрытие армейских батарей на берегу и монитора «Риу-Гранди» (экипаж — 43 матросов и офицеров), который уже рубил своим винтом выживших. Несмотря на то, что было трудно двигаться из-за опущенного якоря, «Баррозу» все же сумел стать рядом с «Риу-Гранди». В этот момент капитан «Риу-Гранди» Антониу Жоаким и несколько моряков попытались предотвратить абордаж корабля с парагвайских каноэ, но были убиты или ранены. Подход «Баррозу» позволил уничтожить или захватить в плен почти всех парагвайцев на палубе «Риу-Гранди».
Одновременно командир позиции на берегу бригадный генерал Жоао Мануэль Мена Баррету выстроил солдат вдоль берега реки в шеренгу и открыл огонь по нападавшим. Другие подразделения были развернуты вокруг лагеря, так как появилась информация о возможном нападении парагвайской армии. Так как попытка нападения на суда не удалась, то выжившие парагвайцы попытались доплыть до берега. Мена Баррету приказал обстрелять их картечью и затем отправил пехоту и кавалерию в погоню.
Один из парагвайских пленных, принимавших участие в абордаже, указал на место расположения учебного центра в верхней части устья реки Тебикуари, в результате чего туда были переброшены три броненосца, и последовала бомбардировка полигона «богавантес».